# Нкабити, Герберт
Герберт Нкабити (англ. Herbert Nkabiti; 27 марта 1981, Канье — 29 апреля 2017, Васлоорус) — ботсванский боксёр, представитель первой полусредней весовой категории. Выступал за сборную Ботсваны по боксу во второй половине 2000-х годов, серебряный призёр Всеафриканских игр в Алжире, бронзовый призёр чемпионата Африки, победитель и призёр первенств национального значения. В период 2009—2017 годов также боксировал на профессиональном уровне. Умер от травмы, полученной на ринге.

## Биография
Герберт Нкабити родился 27 марта 1981 года в городе Канье Южного округа Ботсваны.

### Любительская карьера
Первого серьёзного успеха на взрослом международном уровне добился в сезоне 2005 года, когда вошёл в основной состав ботсванской национальной сборной и побывал на чемпионате Африки в Касабланке, откуда привёз награду бронзового достоинства, выигранную в первой полусредней весовой категории. Также в этом сезоне выступил на чемпионате Содружества в Глазго и на чемпионате Международного совета военного спорта в Претории, где дошёл до стадии четвертьфиналов.
В 2006 году боксировал на Играх Содружества в Мельбурне, но попасть здесь в число призёров не смог.
Сезон 2007 года оказался одним из самых успешных в спортивной карьере Нкабити — он дошёл до финала Всеафриканских игр в Алжире, уступив только представителю Замбии Хастингсу Бвалия в решающем поединке, и завоевал тем самым серебряную медаль. Кроме того, боксировал на африканском первенстве в Антананариву и на чемпионате мира среди военнослужащих в Хайдарабаде.
Пытался пройти отбор на летние Олимпийские игры 2008 года в Пекине, однако на олимпийском квалификационном турнире в Алжире уже на предварительном этапе был остановлен тунисцем Хамзой Хассини. Принял участие в матчевой встрече со сборной Намибии, выиграв у своего намибийского соперника Титуса Джозефа досрочно в третьем раунде.

### Профессиональная карьера
Покинув национальную сборную Ботсваны, Герберт Нкабити решил попробовать себя среди профессионалов и в мае 2009 года успешно дебютировал на профессиональном уровне. Выступал преимущественно на территории Южной Африки, в течение пяти лет одержал девять побед, не потерпев при этом ни одного поражения (лишь в одном случае была зафиксирована ничья). Тем не менее, в 2014 и 2015 годах он проиграл два раза подряд, причём оба раза досрочно, в результате чего быстро потерял достигнутые в рейтингах позиции.
28 апреля 2017 года Нкабити выступал на вечере профессионального бокса в Бракпане, вышел на ринг против малоизвестного южноафриканского боксёра Уиллиса Балойи. В шестом заключительном раунде пропустил сильный апперкот в голову и оказался в нокауте. Боксёр пожаловался своим секундантам на затруднённое дыхание и был доставлен в местную больницу, где при сканировании головы врачи обнаружили у него трещину в черепе. Пытаясь спасти ему жизнь, Нкабити перевезли в медицинский центр в расположенном неподалёку городке Васлоорус, но 29 апреля он скончался от полученной травмы.